# Mauro Almeida
Mauro Almeida (Rio de Janeiro, 19 de junho de 1951 - 25 de setembro de 2021) é um produtor fonográfico e músico de música popular brasileira.